# Grande Lago degli Orsi
Il Gran Lago degli Orsi o Lago del grande orso (in inglese Great Bear Lake, in francese Grand lac de l'Ours, in slavey Sahtú) è il più grande lago situato interamente nel Canada. Con una superficie di 31 153 km² è anche il terzo di tutto il Nord America e il settimo del pianeta (quarto e ottavo se si considerano separatamente lo Huron e il Michigan).

## Geografia
Si trova nei Territori del Nord-Ovest ed è situato tra i 65° e i 67° nord di latitudine - è quindi attraversato dal Circolo polare artico - e tra i 118° e i 123° ovest di longitudine, a 156 metri sul livello del mare. Il suo emissario principale, il Grande Fiume degli Orsi, è affluente del fiume Mackenzie.

## Nome
Si ritiene che il nome del lago, che rimane almeno parzialmente gelato da fine novembre a metà luglio, abbia avuto origine dalle Prime nazioni che vivevano lungo le coste del lago, le quali si riferivano a sé stesse con le parole Chipewyan "popolo dell'acqua dell'orso grizzly" (grizzly bear water people).